# Drupal
Drupal (/ˈdruːpəl/) là một hệ quản trị nội dung (CMS) mã nguồn mở miễn phí viết bằng PHP và phân phối theo giấy phép công cộng GNU. Drupal là nền tảng cho ít nhất 13% trong 10 nghìn website hàng đầu trên khắp thế giới – từ blog cá nhân cho tới site chính phủ, chính trị, cộng tác. Nhiều tổ chức cũng dùng Drupal để Quản lý tri thức và Cộng tác kinh doanh.
Tính đến tháng 3 năm 2021, cộng đồng Drupal bao gồm hơn 1,39 triệu thành viên, bao gồm 121 nghìn người dùng tích cực, đóng góp hơn 46.800 module miễn phí để mở rộng và tùy chỉnh chức năng, hơn 2.900 theme miễn phí để thay đổi giao diện, và ít nhất 1.300 bản phân phối miễn phí cho phép người dùng nhanh chóng và dễ dàng thiết lập một site Drupal phức tạp, dành riêng cho từng mục đích sử dụng  với ít bước hơn.
Bản phát hành tiêu chuẩn của Drupal, còn gọi là Drupal core, gồm các đặc tính thông dụng cơ bản của một Hệ quản trị nội dung. Bao gồm đăng ký và bảo trì tài khoản người dùng, quản lý trình đơn, nguồn RSS, phân loại dữ liệu,  tùy chỉnh bố cục trang, và quản trị hệ thống. Bản cài đặt Drupal core có thể dùng như một website đơn giản, blog cho một hoặc nhiều người dùng, diễn đàn trực tuyến, hoặc website cộng đồng cung cấp các nội dung do người dùng tạo.
Drupal cũng tự mô tả bản thân là một framework cho ứng dụng web. Drupal đáp ứng hầu hết các đặc tính tổng quát cần thiết như các framework nổi tiếng khác.
Mặc dù Drupal đưa ra các API phức tạp cho các nhà phát triển, việc cài đặt và quản trị cơ bản của framework này không yêu cầu các kỹ năng lập trình.
Drupal chạy trên bất kì nền tảng máy tính nào có hỗ trợ cả Máy chủ web có khả năng chạy PHP và Cơ sở dữ liệu để lưu trữ nội dung và cấu hình.

## Lịch sử
| Phiên bản                                                                               | Ngày phát hành   |
| --------------------------------------------------------------------------------------- | ---------------- |
| 9.2.7                                                                                   | 6 tháng 10, 2021 |
| 8.9.19                                                                                  | 15 tháng 9, 2021 |
| 7.82                                                                                    | 21 tháng 7, 2021 |
| 6.38                                                                                    | 24 tháng 2, 2016 |
| 5.23                                                                                    | 11 tháng 8, 2010 |
| Phiên bản cũPhiên bản cũ, vẫn được hỗ trợPhiên bản mới nhấtPhiên bản xem trước mới nhất |                  |

Ban đầu là một Diễn đàn trực tuyến được viết bởi Dries Buytaert, Drupal trở thành dự án mã nguồn mở vào năm 2001. Cái tên Drupal là cách diễn đạt bằng tiếng Anh của từ Druppel trong tiếng Hà Lan, có nghĩa là "Giọt" (trong Giọt nước). Tên này xuất phát từ webiste không còn hoạt động Drop.org. Buytaert muốn gọi site này là "Dorp" ("Làng" trong tiếng Hà Lan) vì các khía cạnh cộng đồng của nó, nhưng đã gõ nhầm khi kiểm tra tên miền, rồi nghĩ rằng tên lỗi này nghe lại hay hơn.
Sự yêu thích Drupal đã tăng lên đáng kể vào năm 2003 khi nó được dùng để xây dựng DeanSpace của Howard Dean, một ứng cử viên của Đảng Dân chủ Hoa Kỳ trong chiến dịch Bầu cử sơ bộ tổng thống Hoa Kỳ 2004. DeanSpace đã dùng tính năng chia sẻ nguồn-mở của Drupal để hỗ trợ một mạng lưới phi tập trung gồm khoảng 50 website riêng biệt, không chính thức ủng-hộ-Dean, cho phép người dùng liên lạc trực tiếp với nhau cũng như với ban tổ chức chiến dịch. Sau khi chiến dịch của Dean kết thúc, các thành viên của đội hỗ trợ Web này đã tiếp tục theo đuổi đam mê của họ trong việc phát triển một nền tảng Web có thể hỗ trợ hoạt động chính trị, bằng cách ra mắt công ty CivicSpace Labs ... công ty đầu tiên có nhân viên toàn-thời-gian để phát triển và phân phối công nghệ Drupal ... vào tháng 7 năm 2004. Các công ty khác cũng bắt đầu chuyên sâu về phát triển Drupal. Đến năm 2013, website Drupal đã liệt kê hàng trăm nhà cung cấp các dịch vụ liên quan đến Drupal.
Từ tháng 7 năm 2007 đến tháng 6 năm 2008, mã nguồn Drupal đã được tải về từ trang drupal.org hơn 1,4 triệu lần, tăng 125% so với một năm trước đó.
Đến tháng 1 năm 2017 có hơn 1,180,000 sites sử dụng Drupal, bao gồm hàng trăm tổ chức danh tiếng, các tập đoàn, truyền thông, công ty xuất bản, cơ quan chính phủ, tổ chức phi lợi nhuận, trường học và cá nhân . Drupal đã thắng nhiều giải Phần mềm Nguồn mở của Nhà xuất bản Packt.
Drupal 6 được phát hành vào ngày 13/02/2008. Vào ngày 5/3/2009, Buytaert thông báo đóng-băng-mã kể từ ngày 1/9/2009 để chuẩn bị cho Drupal 7. Drupal 7 được phát hành vào ngày 5/1/2011, với các đối tác phát hành ở nhiều quốc gia. Sau đó, việc bảo trì Drupal 5 bị chấm dứt, chỉ còn Drupal 6 và Drupal 7 được bảo trì. Cập nhật cho các phiên bản Drupal 7 được phát hành thường xuyên. Việc chấm dứt bảo trì cho Drupal 7 theo kế hoạch là vào tháng 11 năm 2021, nhưng vì ảnh hưởng của dịch COVID-19, đã được dời sang tháng 11 năm 2022. Drupal 8 sẽ vẫn bị ngừng bảo trì vào ngày 2 tháng 11 năm 2021.
Ngày 7/10/2015, bản dùng thử Drupal 8 đầu tiên (rc1) được công bố. Drupal 8 có các tính năng và cải tiến mới cho cả người dùng và nhà phát triển, bao gồm: giao diện người dùng được làm-lại; chỉnh sửa WYSIWYG và tại-chỗ; cải thiện hỗ trợ cho thiết bị di động; thêm và cải thiện các module đóng góp cốt lõi (core module) như Views, Date, và Entity Reference; giới thiệu nền tảng hướng đối tượng mới tận dụng các thành phần Symfony; làm-lại phần quản trị cấu hình; và cải thiện hỗ trợ đa ngôn ngữ. Drupal 8 rc1 là công trình hợp tác của hơn 3.200 người đóng góp cốt lõi (core contributor).
Drupal 8.0.0 được phát hành vào ngày 19/11/2015. Các bản phát hành lớn và nhỏ tiếp theo có vô số cải tiến và sửa lỗi (bao gồm cải tiến trình biên tập WYSIWYG CKEditor, thêm các API, cải tiến trang trợ giúp), chi tiết có thể xem ở trang Các bản phát hành.
Phiên bản đầu tiên của Drupal 9 là 9.0.0 được phát hành vào ngày 3/6/2020.
Phiên bản đầu tiên của Drupal 10 theo như kế hoạch sẽ được phát hành vào tháng 6 năm 2022.

## Phần lõi
Trong cộng đồng Drupal, "lõi" dùng để chỉ mã nền được hợp tác xây dựng, có thể mở rộng thông qua các module đóng góp - với các phiên bản trước Drupal 8 - được giữ bên ngoài thư mục "sites" của bản cài đặt Drupal.

## Ứng dụng
- Website thảo luận, website cộng đồng
- Website nội bộ (Intranet), website doanh nghiệp
- Website cá nhân
- Website thương mại điện tử
- Thư mục tài nguyên
- Hệ thống quản lý dự án phát triển phần mềm
- Hệ thống quản lý quan hệ khách hàng
- Hệ thống quản lý thông tin MIS
- Hệ thống quản lý đào tạo trực tuyến
- Hệ thống quản lý nhân lực trực tuyến
- Hệ thống quản lý bán hàng trực tuyến

## Mô-đun và các Bản phân phối
Drupal có thể được sử dụng để xây dựng hầu hết các loại website, từ website cá nhân cho đến những ứng dụng bán hàng phức tạp.
Drupal giúp người dùng có thể phát triển tính năng cách độc lập, đóng gói trong các module. Hiện nay, ở drupal.org, cộng đồng đã đóng góp rất nhiều module với tập các tính năng đồ sộ. Nếu sử dụng thành thạo và khéo léo các module được cộng đồng đóng góp, các ứng dụng web sẽ được phát triển nhanh hơn trên nền tảng Drupal.
Ngoài ra, với kiến trúc module, người dùng có thể xây dựng các bản phân phối bằng cách liên kết các module, cung cấp các thiết lập mặc định để xây dựng nên các ứng dụng chạy trên nền Drupal đáp ứng được các nhu cầu cụ thể.
Các bản phân phối nổi tiếng của cộng đồng Drupal:
- Drupal Commons Lưu trữ ngày 22 tháng 11 năm 2012 tại Wayback Machine - Xây dựng mạng xã hội trên nền tảng Drupal.
- Commerce Kickstart - Xậy dựng các ứng dụng thương mại điện tử.
- Open Publish Lưu trữ ngày 19 tháng 11 năm 2012 tại Wayback Machine - Xây dựng các website xuất bản điện tử.
- Open Atirum Lưu trữ ngày 30 tháng 3 năm 2013 tại Wayback Machine - Quản lý công việc, thông tin, dữ liệu (MIS)
- Redhen CRM Lưu trữ ngày 13 tháng 11 năm 2012 tại Wayback Machine - Quản lý quan hệ khách hàng.
- UseCod Lưu trữ ngày 1 tháng 11 năm 2012 tại Wayback Machine - Tổ chức sự kiện.

### Các website chính thức từ Drupal
- Website chính thức của Drupal Lưu trữ ngày 19 tháng 10 năm 2019 tại Wayback Machine
- DrupalSites - Danh mục các Website sử dụng Drupal
- Drupal Themes - Thư viện các giao diện dành cho Drupal Lưu trữ ngày 6 tháng 11 năm 2006 tại Wayback Machine
- Drupal Documentation - Tài liệu hỗ trợ cho các phát triển viên Lưu trữ ngày 28 tháng 10 năm 2010 tại Wayback Machine
- Tutorial Drupal Drupal Tutorials cho người mới bắt đầu]

### Các website hỗ trợ Drupal bằng tiếng Việt
- Drupal Vietnam Community Lưu trữ ngày 15 tháng 4 năm 2012 tại Wayback Machine - Cộng đồng Drupal Việt Nam
- Drupal Vietnam - Cộng đồng người Việt sử dụng Drupal
- Facebook Group - Drupal Vietnam group trên Facebook

### Khác
- CMS Matrix - Website giúp so sánh các tính năng của các hệ quản trị nội dung Lưu trữ ngày 6 tháng 10 năm 2012 tại Wayback Machine